# Église Saint-Just-et-Saint-Pasteur de Loudenvielle
L'église Saint-Just-et-Saint-Pasteur  de Loudenvielle est une église catholique du XVIIe siècle située à Loudenvielle, dans le département français des Hautes-Pyrénées en France.

## Localisation
L'église Saint-Just-et-Saint-Pasteur de Loudenvielle est située au centre du village.

## Historique
L’église a été construite à l’époque romane, puis reconstruite et modifiée, les parties les plus anciennes datent du XVIIe siècle.

## Architecture
L’église  présente un plan simple : un clocher-porche à l’ouest ouvert sur une  nef doublée de collatéraux et prolongée par un chevet.
La nef est dotée de fausse Voûte en berceau plein cintre.

L'église possède un retable derrière le maître-autel.
 
Au sommet se trouve une statue en bois d’une Vierge à l’enfant  du XIVe siècle.

## Galerie de photos

Sélection de vues diverses
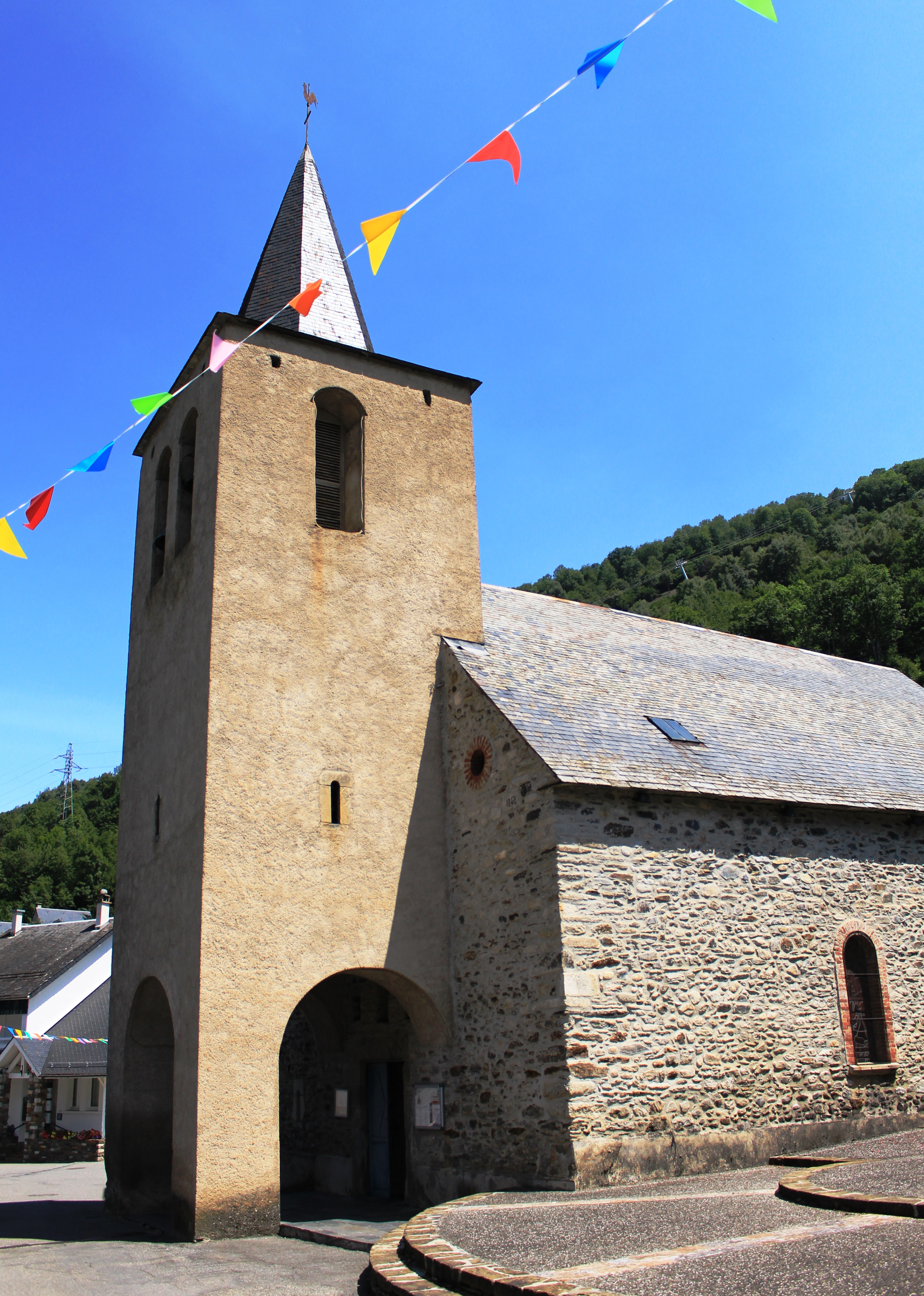
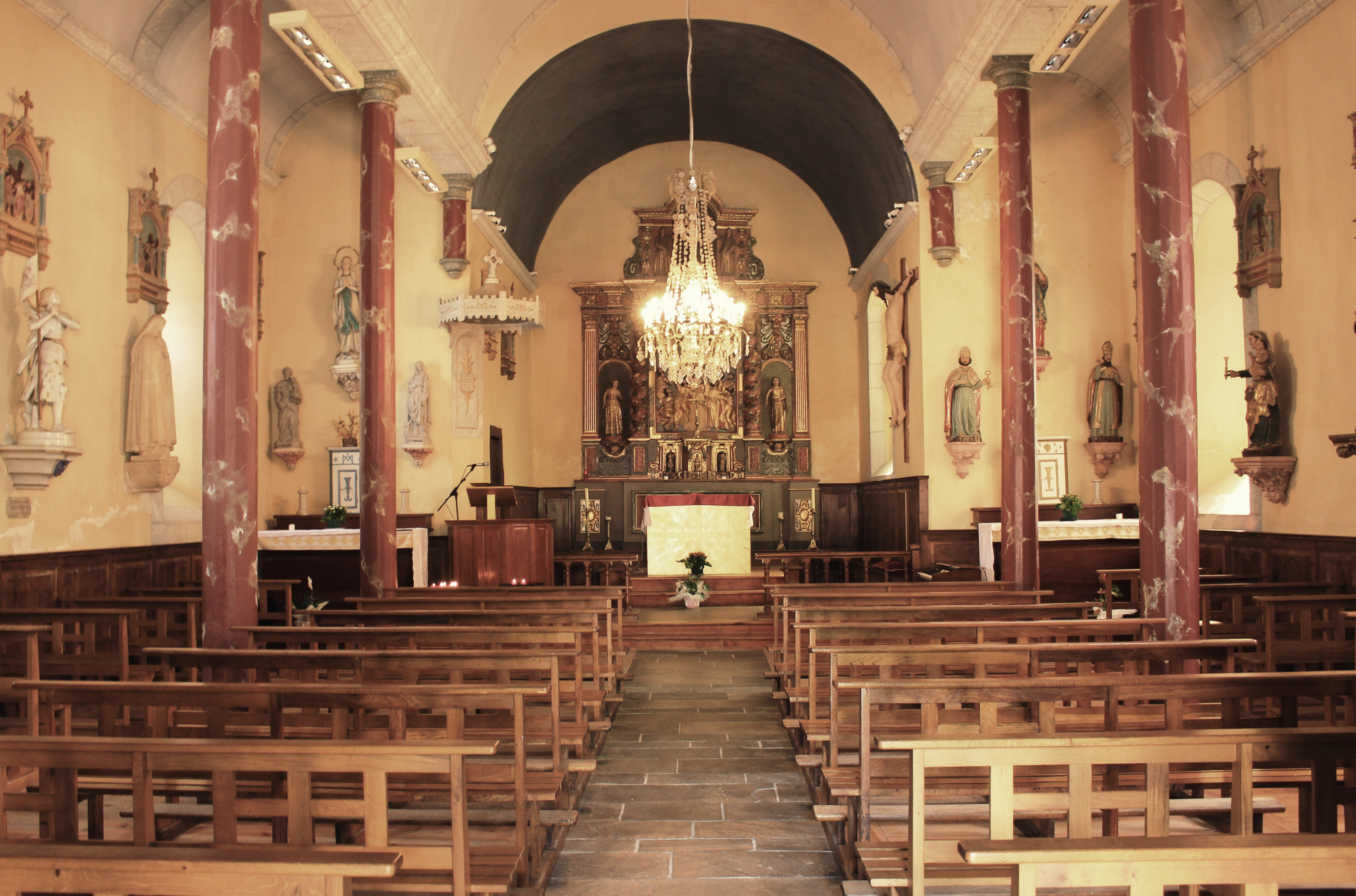